# 2046 pr. n. št.

## Smrti
- Šulgi, kralj Ura, Sumera in Akada (približen datum) (* okoli 2124 pr. n. št.)